# Флорес, Хуан Хосе
Хуа́н Хосе́ Фло́рес-и-Арамбу́ру (исп. Juan José Flores y Aramburu; 19 июля 1800, Пуэрто-Кабельо, Венесуэла — 1 октября 1864, остров Пуна, Эквадор) — венесуэльский военачальник, ставший верховным главой, а затем первым президентом созданной Республики Эквадор. Позже ещё дважды занимал пост президента Эквадора (1839—1843 и 1843—1845). Его часто называют «Основателем республики».

## Биография
Флорес в 1824 году женился на Мерседес Хихон де Виванко, и один из их 12 детей Антонио в 1888 году стал президентом Эквадора. В 13 лет вступил в освободительную армию Боливара и стал одним из его самых доверенных генералов.

## Политическая карьера
30 мая 1830 года в день, когда Эквадор отделился от Великой Колумбии, он был провозглашён верховным главой нового государства, а 14 августа 1830 года он стал временным президентом. Тем не менее, официально его полномочия начались 22 сентября 1830 года, спустя 11 дней после того, как он был избран конституционным президентом на ассамблее Риобамба. Этот срок истекал 10 сентября 1834 года и был отмечен серьёзной нестабильностью. Государство раздиралось соперничеством между столицей Кито и портовым Гуаякилем. Флоресу пришлось столкнуться с восстанием во главе с Рафаэлем Урданетой, лояльным Симону Боливару, который пытался предотвратить отделение Эквадора от Великой Колумбии. Кроме того, ему пришлось бороться с членом конгресса Висенте Рокафуэрте, главой гуаякильской либеральной партии, который пытался свергнуть его. В итоге они заключили соглашение — Рокафуэрте становился президентом после Флореса, а последний оставался главой армии. Помимо всего этого, Флоресу приходилось на протяжении этого срока противостоять вторжениям колумбийской армии в 1832 и 1834 годах, в итоге он разбил колумбийцев 18 января 1834 в Миньярика, около Амбато.
Второй президентский срок Флореса был с 1 февраля 1839 года по 15 января 1843 года. Начало срока было отмечено миром и социальным развитием, он сдержал своё слово править справедливо и защищать свободу. Однако, в последний год своего президентства он предпринял военное вмешательство в политику Новой Гранады в ответ на просьбу колумбийского правительства, сражаясь со своим старым противником Хосе Марией Обандо. Когда позже он снова принял участие в войне и был атакован колумбийской армией, его популярность дома упала. Позже после нарушений на выборах 1843 года он добился отмены конституции 1835 года, и принятия новой конституции прозванной «Carta de la esclavitud» («невольничья грамота»), позволявшей ему остаться президентом на третий срок, начавшийся 1 апреля 1843 года. Во время этого срока Флорес боролся, чтобы удержать власть, но в итоге мартовской революции был свергнут 6 марта 1845 года восстанием во главе с Рокафуэрте и Висенте Рамоном Рока, который и стал следующим президентом Эквадора. Сам Флорес покинул Эквадор и поселился в Париже.

## Последние годы
В 1859 году Флорес вернулся в Эквадор по приглашению президента Габриеля Гарсия Морено, чтобы навести порядок в стране, пребывавшей в хаосе и анархии после гражданских раздоров. Хотя эта задача была выполнена, политическая звезда Флореса закатилась, и он вновь отправился в изгнание. В 1863 году он командовал эквадорской армией в войне против Колумбии, но потерпел поражение в битве при Куаспуде. 
В 1864 году Флорес вновь покинул Кито, чтобы сразиться с экспедицией бывшего президента Хосе Марии Урбины в заливе Гуаякиль. Во время битвы при Санта-Росе он получил шальной выстрел в нижнюю часть живота и 1 октября умер от уремии в 1864 году на борту корабля около острова Пуна у побережья Эквадора. Для лучшей сохранности тело Флореса поместили в бочку со спиртом и перевезли на военном корабле в Гуаякиль, где его ждали родственники с роскошным гробом, чтобы похоронить его в Кито.